# Bahate, Novohrad-Volînskîi
Bahate (în ucraineană Багате) este un sat în comuna Velîkîi Molodkiv din raionul Novohrad-Volînskîi, regiunea Jîtomîr, Ucraina.

## Demografie
Componența lingvistică a localității Bahate
     Ucraineană (100%)
Conform recensământului din 2001, toată populația localității Bahate era vorbitoare de ucraineană (100%).